# Фальквинге, Рикард
Рикард Фальквинге (р. 21 января 1972 года, Гётеборг, Швеция) — шведский предприниматель в отрасли информационных технологий, политик, основатель Пиратской партии Швеции.

## Пиратская партия
В конце 2005 года Рикард Фальквинге начал работу по созданию политической партии, которая бы посвятила свою деятельность вопросам авторских прав, патентов и файлообмена. 15 декабря 2005 года был зарегистрирован домен piratpartiet.se (Пиратская партия), и 1 января 2006 года начал функционировать web-сайт партии. В течение двух дней сайт получил около 3 миллионов посещений.
Деятельность Пиратской партии Швеции положила начало созданию Пиратского Интернационала — международного движения пиратских партий.

### Участие в выборах
Под руководством Рикарда Фальквинге партия набрала 0,63 % голосов на выборах в Шведский парламент в 2006 году.
На выборах в Европейский парламент в 2009 году Пиратская партия Швеции набрала 7,13 % голосов. Это событие широко освещалось в мировой прессе. Успех своей партии на выборах Рикард Фальквинге оценил как «новую вспышку борьбы за гражданские свободы в Европе и во всём мире».

## Деятельность в настоящее время
1 января 2011 года, через пять лет после создания Пиратской партии, Рикард Фальквинге объявил во время прямого эфира об уходе с поста руководителя партии. Эту должность заняла Анна Троберг.
В настоящее время Фальквинге занимается пропагандой идей Пиратского интернационала, путешествуя по всему миру и выступая с лекциями.

## Награды и признание
Рикард Фальквинге отмечен шведской премией «ИТ-персона 2010 года». Журнал Fokus внёс его в список 100 самых влиятельных людей в Швеции.